# Jordi Caps
Jordi Caps (Bráfim, España, 4 de marzo de 1971) es un mago e ilusionista español especializado en magia de cerca. Fue el primer mago en ganar Got Talent España en diciembre de 2022.

## Carrera profesional
Comenzó a estudiar ilusionismo a los 7 años influenciado por su padre.mientras continuaba con su educación formal. Más adelante, estudió turismo y trabajó en el sector hotelero en Barcelona, dónde trabajo como director de un hotel.
Durante gran parte de su vida, Caps compaginó su trabajo en el sector turístico con su pasión por la magia, hasta que decidió dedicarse por completo al ilusionismo. La pandemia de COVID-19 marcó un punto de inflexión en su carrera,se presentó a Got Talent España, certamen que lo ayudo a ganar popularidad.
En el ámbito internacional, fue el primer mago en actuar oficialmente a bordo del Airbus 380 de Emirates, en un trayecto entre Barcelona y Dubái.Durante su carrera, ha realizado presentaciones privadas para figuras como Charlize Theron, Lionel Messi y la Familia Real de Arabia Saudita.
Además, participó en programas televisivos como Magic for Humans Spain de Netflix, donde colaboró como parte del equipo de asesoría mágica del Mago Pop.Es profesor en la escuela de Mag Lari, donde enseña magia a personas de todas las edades.
Desde el 11 de marzo de 2023, Jordi Caps formó parte del Paseo de la Fama Europeo dedicado a la magia, establecido durante el encuentro de Magos "Florences Gil de Tamarite" número XXIII.
Fue un colaborador habitual en diversas cadenas de televisión, participando en programas de Telecinco, TVE, TV3 y Caracol TV de Colombia, entre otras.